# Edward Niedzielski
Edward Wincenty Bogdan Niedzielski (ur. 27 lipca 1892 w Guzowie, zm. po 1941) – major piechoty Wojska Polskiego, działacz niepodległościowy, kawaler Orderu Virtuti Militari.

## Życiorys
Urodził się 27 lipca 1892 w Guzowie, w ówczesnym powiecie błońskim guberni warszawskiej, w rodzinie Zygmunta (zm. 1897), inżyniera mechanika zatrudnionego w tamtejszej cukrowni i Janiny z Krzeczkowskich. W 1902 rozpoczął naukę w gimnazjum rosyjskim w Suwałkach, z którego trzy lata później został wydalony za udział w strajku szkolnym. Naukę kontynuował w polskiej Prywatnej Siedmioklasowej Szkole Handlowej w Suwałkach, w której w 1910 zdał maturę. Równocześnie brał udział w pracach koła młodzieży postępowej. W październiku 1910 rozpoczął studia na Uniwersytecie w Leodium. W czasie studiów działał w Związku Walki Czynnej, Związku Strzeleckim oraz Polskiej Partii Socjalistycznej i „Filarecji”. Po wybuchu I wojny światowej został internowany przez Niemców i osadzony między innymi w obozie Münster. W sierpniu 1916 został zwolniony wskutek starań Naczelnego Komitetu Narodowego.
8 sierpnia 1916 został wcielony do Legionow Polskich przez Centralne Biuro Werbunkowe w Piotrkowie i skierowany do Batalionu Uzupełniającego Nr IV Polskich Legionów w Kozienicach. Następnie został wcielony do 3 kompanii III batalionu 1 pułku piechoty i wziął udział w walkach nad Stochodem. W kwietniu 1917 został przedstawiony do odznaczenia austriackim Krzyżem Wojskowym Karola. Po kryzysie przysięgowym (lipiec 1917) został internowany w obozie w Szczypiornie, a później przeniesiony do obozu w Łomży.
W sierpniu 1918, po zwolnieniu z internowania, został przyjęty do Polskiej Organizacji Wojskowej i wyznaczony na stanowisko kierownika Centrali Pocztowej przy Komendzie Naczelnej w Warszawie. 13 grudnia 1918 jako oficer POW został przyjęty do Wojska Polskiego, mianowany podporucznikiem w wojskach technicznych i przydzielony do Ekspozytury w Częstochowie Biura Wywiadowczego Oddziału II Naczelnego Dowództwa WP. 1 listopada 1919 został przydzielony do Oddziału II Informacyjnego Sztabu Dowództwa Frontu Śląskiego w Krakowie. Odpowiadał za wywiad ofensywny przeciwko Niemcom. Wyróżnił się w lipcu 1920 prowadząc pod pseudonimem „Lasocki” działalność dywersyjną na tyłach Armii Czerwonej w okręgu łomżyńskim. 6 maja 1921 kierownik Biura Wywiadowczego, major Kazimierz Kierzkowski sporządził „wniosek na odznaczenie orderem «Virtuti Militari»”, w którym napisał:

w okresie odwrotu Wojska Polskiego pod koniec lipca 1920 porucznik Niedzielski, otrzymawszy rozkaz udania się za front celem zorganizowania placówki wywiadowczej i prowadzenia akcji dywersyjnej, wyjechał w czasie trwania walk do Łomży, gdzie przez z górą 3 tygodnie wytrwał na stanowisku kierownika placówki wywiadowczej, organizując wsie okoliczne w oddziały bojowe i stając na ich czele w momencie kontrofensywy i przyczyniając się w ten sposób do zwycięstw oddziałów regularnych. Ochotnicze oddziały miejscowowej ludności prowadzone przez porucznika Niedzielskiego, według zgodnych meldunków odnośnych dowództw, prowadziły walkę partyzancką na tyłach wojsk bolszewickich, napadając na obozy, transporty, wozy amunicyjne, przerywając łączność. Porucznik Niedzielski narażał się w każdej chwili na śmierć niechybną ze strony zarówno władz, jak i oddziałów bolszewickich, wytrwał jednak na tym ciężkim i niebezpiecznym posterunku aż do odwołania przez Oddział II Naczelnego Dowództwa.

Od listopada 1920 do marca 1927 pełnił służbę w Ekspozyturze w Gdańsku Oddziału II ND WP, a następnie w Wydziale Wojskowym Generalnego Komisariatu RP w Wolnym Mieście Gdańsku. Pełniąc służbę w Wolnym Mieście Gdańsku pozostawał oficerem nadetatowym 41 pułku piechoty, a następnie 67 pułku piechoty w Brodnicy. 3 maja 1922 został zweryfikowany w stopniu porucznika ze starszeństwem od 1 czerwca 1919 i 1216. lokatą w korpusie oficerów piechoty. 1 grudnia 1924 prezydent RP nadał mu stopień kapitana z dniem 15 sierpnia 1924 i 480. lokatą w korpusie oficerów piechoty. W kwietniu 1927 został przeniesiony do 41 pułku piechoty w Suwałkach. W kwietniu 1930 został przeniesiony do Korpusu Ochrony Pogranicza i przydzielony do batalionu KOP „Skałat” na stanowisko dowódcy kompanii granicznej „Podwołoczyska”. Na stopień majora został awansowany ze starszeństwem z 1 stycznia 1936 i 38. lokatą w korpusie oficerów piechoty. W marcu 1939 pełnił służbę w pułku KOP „Wilno” na stanowisku komendanta 300 Rejonu Przysposobienia Wojskowego „Wilno” z siedzibą w Wilnie.
W czasie kampanii wrześniowej pełnił służbę w Kwaterze Głównej Armii „Lublin” na stanowisku szefa oddziału II sztabu. 19 września 1939 został internowany na terytorium Republiki Litewskiej. 13 lipca 1940 został przekazany funkcjonariuszom NKWD i osadzony w obozie Kozielsku (tzw. „Kozielsk II”). 2 lipca 1941 został przeniesiony do Obozu NKWD w Griazowcu. 3 września 1941, po uwolnieniu, został przyjęty do Polskich Sił Zbrojnych w ZSRR.
We wrześniu 1919 ożenił się z Anielą z Woźnikowskich, córką oficera wojsk powstańczych na Górnym Śląsku, z którą miał troje dzieci: Janinę (ur. 1921), Halinę (ur. 1923) i Zygmunta (ur. 1924).

## Ordery i odznaczenia
- Krzyż Srebrny Orderu Wojskowego Virtuti Militari nr 5251 – 28 lutego 1922[2][27][28][29]
- Krzyż Niepodległości – 13 kwietnia 1931 „za pracę w dziele odzyskania niepodległości”[30][31][32][33]
- Złoty Krzyż Zasługi – 11 lipca 1938 „za zasługi w służbie Korpusu Ochrony Pogranicza”[34][35]
- Srebrny Krzyż Zasługi[23]
- Medal Pamiątkowy za Wojnę 1918–1921[2]
- Medal Dziesięciolecia Odzyskanej Niepodległości[2]
- Krzyż na Śląskiej Wstędze Waleczności i Zasługi[2]
- Odznaka Pamiątkowa Więźniów Ideowych[36]